# Свети Атанасий (Либаново)
Вижте пояснителната страница за други значения на Свети Атанасий.
„Свети Атанасий“ (на гръцки: Αγίου Αθανασίου Αιγινίου) е късносредновековна православна църква в село Либаново (Егинио), Егейска Македония, Гърция, част от Китроската, Катеринска и Платамонска епархия.

## Местоположение
Църквата е разположена в Каваклийската махала (Καβακλιωτών).

## История
Църквата датира от втората половина на XV век – построена е между 1460 и 1500 година.
Храмът работи като действаща църква до 1964 година. В 1983 година е обявен за защитен паметник на културата.

## Архитектура
Храмът има сложна архитектурна конструкция. Първоначално е нисък еднокорабен храм с апсида в олтарното пространство и с малки прозорци само от северната страна. Вратите са твърде ниски, за да не могат мюсюлмани да влизат на коне в храма и да го осквернят.
По-късно към църквата на север е добавен кораб с колони и женска църква, чиято преграда е запазена и до днес. Така в сегашния си вид е двукорабна базилика с дървен покрив и женска църква на юг и притвор на запад. Апсидата на изток отвън е тристранна, а протезисът е петоъгълен.
В интериора са запазени стенописи от края на XVI век.
При реставрирането на храма се появяват оригинални стенописи, които не са напълно разкрити. Стенописите са с високо качество и са дело на майстор от Костурската художествена школа, повлиян от италианското изкуство и късната готическа живопис, тъй като фигурите са триизмерни. 
Пред иконостаса има два каменни свещника, които са закрепени на пода и са служили и за допълнително осветление на храма, тъй като има много малки прозорци.
За запад храмът има нартекс или пронаос, който е по-късен и там са отсядали оглашените. В центъра на храма е омфалият, където свещеникът извършва тайнствата. В основата на Светата трапеза в светилището е изрисуван двуглавият орел.
Запазени са стари сребърни прибори като Светата чаша, звездичката, която е руско производство от 1876 година, донесена от бежанците от Кавакли, България. В четирите края на надиконостасния кръст са символите на четиримата евангелист – лъв за евангелист Марк, вол за Лука, човек за Матей и орел за Йоан.